# Por Este Rio Abaixo
Por Este Rio Abaixo é o álbum de estreia do músico português Pedro Mafama. Editado pela Sony Music Entertainment Portugal, a 28 de maio de 2021, foi considerado um dos melhores discos portugueses desse ano por vários elementos da crítica especializada, tais como a Blitz, a Antena 3 (pela mão de João André Oliveira), pela equipa do site Rimas e Batidas ou, ainda, pelo jornalista musical Nuno Galopim. O disco valeu a Pedro Mafama a nomeação para os Prémios Play na categoria de Artista Revelação.
O título do álbum é uma referência ao trabalho do músico Fausto, especificamente ao disco Por Este Rio Acima.

## Alinhamento
Além de participações de Ana Moura, ProfJam, Branko e Tristany, o disco contém samples de Dead Combo e Michel Giacometti.
| N.º | Título                                  | Duração |  |
| 1.  | "Noite Escura"                          | 2:31    |  |
| 2.  | "Estaleiro"                             | 3:29    |  |
| 3.  | "Leva"                                  | 4:24    |  |
| 4.  | "Cidade Branca (com ProfJam)"           | 4:31    |  |
| 5.  | "Mercado"                               | 0:34    |  |
| 6.  | "Algo Para A Dor (com Branko)"          | 3:44    |  |
| 7.  | "Barca"                                 | 2:06    |  |
| 8.  | "Ribeira"                               | 3:49    |  |
| 9.  | "Que O Céu Não Caia"                    | 3:33    |  |
| 10. | "Contra a Maré"                         | 3:47    |  |
| 11. | "Borboletas da Noite (com Tristany)"    | 4:33    |  |
| 12. | "Linda Forma De Morrer (com Ana Moura)" | 3:05    |  |
| 13. | "Mar Morto"                             | 3:54    |  |